# Велофрістайл
Велофрістайл - BMX (Modified Bike X-treme) видовищний екстремальний вид спорту, трюкова їзда на спеціальних велосипедах.

## Характеристика виду спорту
Інша назва - фрістайл на велосипеді. Входить у трійку найбільш важко освоюваних видів спорту. Трюкова їзда супроводжується стрибками, високошвидкісними заїздами на майданчиках зі спеціальними гірками, трамплінами, штучними перепонами. Перепони можуть бути природними і штучними: камені, дошки, колодки тощо. Головною метою є подолання низки перепон, не спираючись руками чи ногами.

## Велосипеди для велофрістайлу
Велосипед схожий на дитячий, він дуже маленький і в нього немає сідла.
Першою компанією, що випускала велосипеди для фрістайла була Montesa. Головними центрами фрістайлу стали США та Іспанія. В цих країнах техніка і стилі подолання перепон багато в чому відрізняються.

## Історія
Велофрістайл сформувався в кінці 70-х — на початку 80-х років в Іспанії. Почали створювати   спеціальні велосипеди, щоб на них тренувались діти. Проте незабаром велофрістайл став самостійним видом спорту. Він розпочав стрімко розвиватися, проводили різні змагання. У наш час проводяться світові змагання. Основні центри фрістайлу — Франція, Іспанія, Англія і деякі інші країни Європи. Зростає рівень спортсменів і ставляться небувалі рекорди: такі, як стрибок з місця через планку на висоті  135 см, стрибок з розгону на перешкоду висотою 176 см і багато іншого.

## Прийоми велофрістайла
Крутка, банні-хоп, тач-хоп, заїзд   — група  стрибків, які долають одинокі високі перемони. Вибір конкретного стрибка залежить від зросту райдера, індивідуального стилю і бази велосипеда. 
Крутка — стрибок з розгону   на вертикальну перепону, при якому поблизу перешкоди здійснюють підкрутку педалей для виходу на заднє колесо і підтягування  велосипеда обома ногами.
Банні-хоп — те ж, що і крутка, але без підкрутки педалей — вихід на заднє колесо здійснюють  за рахунок ривка велосипеда за кермо.  
Тач-хоп — стрибок на вертикальну перепону з доторканням переднім колесом стіни перешкоди.   
Заїзд (закат) — виконується з невеликого розгону, спочатку на перепону закидається переднє колесо, потім заднє, без використання гальма. 
Євродірок — відрізняється від заїзду тим, що здійснюється вихід на заднє колесо , а не на два.   З невеликого розгону піднімається переднє колесо , ставиться на перепону, і в цей момент відбувається ривок на заднє.   Назву цей елемент отримав від широкого використання європейськими райдерами. 
Хук-ап   — стрибок на дуже високі (>140 см) вертикальні або похилені перепони. Після потужного розгону виконується стрибок уверх і зачіпається переднім колесом за перепону, потім різким ривком закидається на перепону заднє колесо.
Іспанка  — стрибок, при якому велосипед прокидається вперед, а тіло райдера при цьому майже не зміщується. Виконується не невисокі перепони - до 1 метра.
Їзда на одному колесі:
Сьорф — їзда на задньому колесі без крутіння педалей, допускається використання гальма.  
Мануал — їзда на задньому колесі без крутіння педалей і без використання гальма.  
Віллі — їзда на задньому колесі з крутінням педалей.
Стоппі  — їзда на передньому колесі з використанням гальма.
Nose — їзда на передньому колесі.
Nose manual — їзда на передньому колесі без використання педалей під час руху.
Стрибки:
Пробив — стрибок вперед на задньому колесі з підкруткою педалей.  
Дроп — зістрибування з якихсь перепон, можливе виконання дропа пробивкою, сайдхопом, почерговим скиданням заднього і переднього коліс.  
Геп — стрибок в довжину з однієї перепони на іншу.  
Дроп-геп — стрибок з висоти в довжину.
Сюрпляс, трек-стенд — балансування на місці, стоячи на двох колесах за рахунок катання або невеликих статичних стрибків.
Сайдхоп — стрибок у бік — в довжину або у висоту. Вихідне положення — стоячи на задньому колесі, виконується легка підкрутка педалей і підтягування  велосипеда до себе. Рекорд сайдхопа — близько 160 см.